# West Area Computers

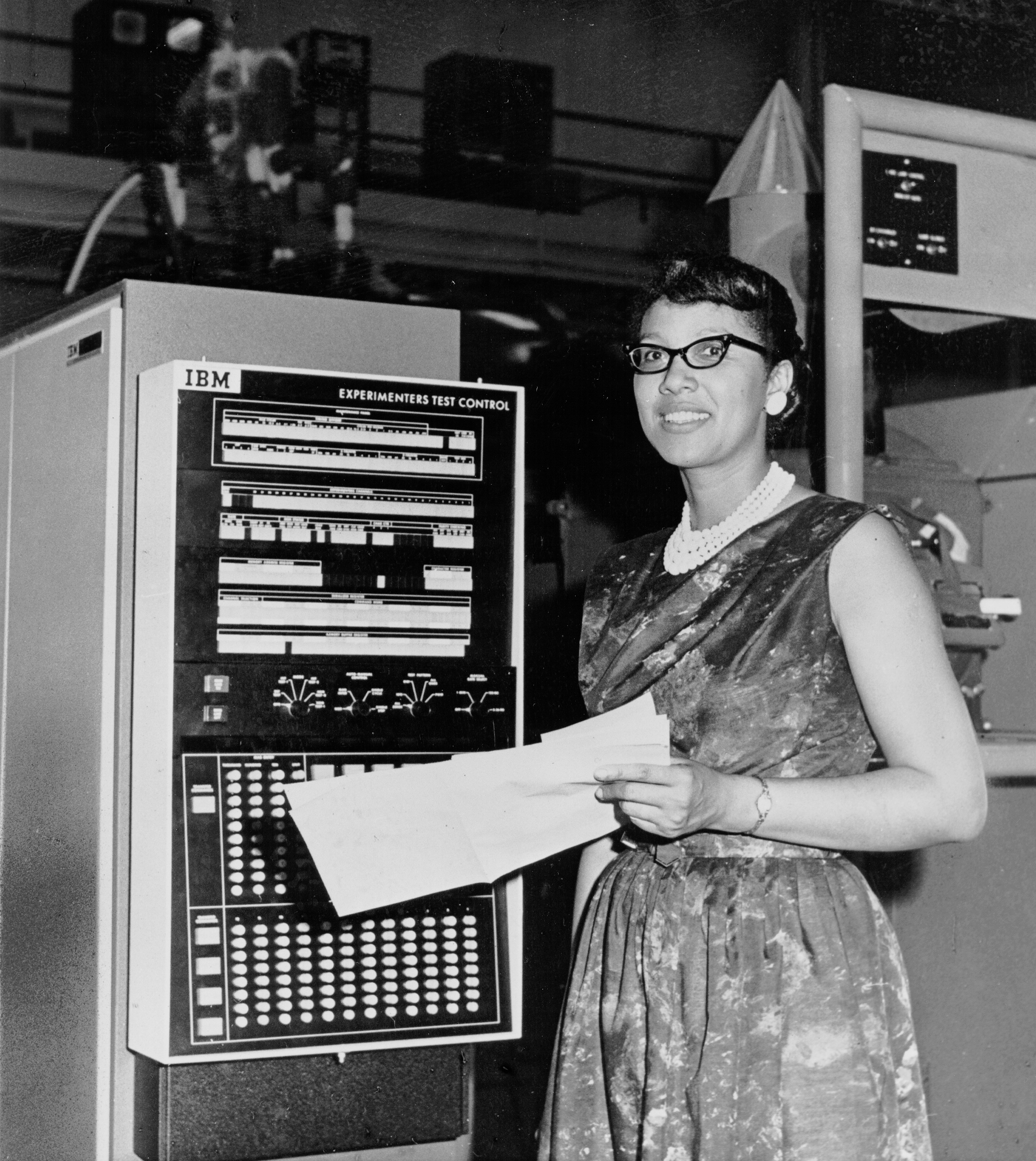
Melba Mouton al lavoro con un calcolatore IBM nel 1964.

L'Unità di calcolo della zona occidentale (in inglese: West Area Computers) è un gruppo di matematiche afroamericane che hanno lavorato come calcolatori umani presso il Langley Research Center del NACA (l'agenzia predecessore della NASA) dal 1943 al 1958.

## Storia
Il Langley Research Center della NACA iniziò a reclutare donne afro-americane con titoli di studio universitari per lavorare come calcolatrici negli anni '40 del XX secolo. La West Area Computers erano responsabili dell'elaborazione dei dati e si unirono temporaneamente ad altri team della NACA secondo le necessità.
Secondo uno studio non pubblicato del professor Dr Beverly E. Golemba sui primi calcolatori di Langley, molte donne non erano a conoscenza dell'esistenza della West Area Computers.
Sebbene originariamente fossero supervisionate da donne bianche, Dorothy Vaughan fu messa a capo del gruppo nel 1949, diventando il primo manager afroamericano della NACA. Vaughan era una matematica assunta a Langley, dove ha lavorato dal 1943 fino al suo pensionamento nel 1971.
Il gruppo, una piccola parte delle centinaia di matematiche che hanno iniziato la loro carriera nella ricerca aeronautica durante la seconda guerra mondiale, doveva sottostare originariamente alle leggi Jim Crow della Virginia, che imponevano loro di usare servizi igienici e mense separate dal resto degli impiegati. Nel 1958, quando la NACA divenne la NASA, la segregazione delle strutture igienico-sanitarie, compreso l'ufficio della Zona ovest, fu abolita.

## Elementi notevoli
La matematica Katherine Johnson, che nel 2015 ha ricevuto una medaglia presidenziale della libertà, è entrata a far parte della West Area Computers nel 1953. Successivamente è stata riassegnata alla Langley's Flight Research Division, dove ha svolto un lavoro notevole, fornendo fra l'altro l'analisi della traiettoria dell'astronauta John Glenn durante i voli spaziali orbitali MA-6 nell'ambito del programma Mercury.
Mary Jackson ha lavorato anch'essa nella West Area Computers.
Melba Roy Mouton faceva parte dell gruppo, lavorando all'elaborazione dei dati raccolti durante i test di volo. La sua opera è stata rapidamente qualificata come essenziale alla NASA. Di origine afro-americana, aveva lavorato come ricercatrice nella divisione Trajectory and Geodynamics della NASA negli anni 1960 e prima di essere a capo del gruppo di calcolatori della NASA.

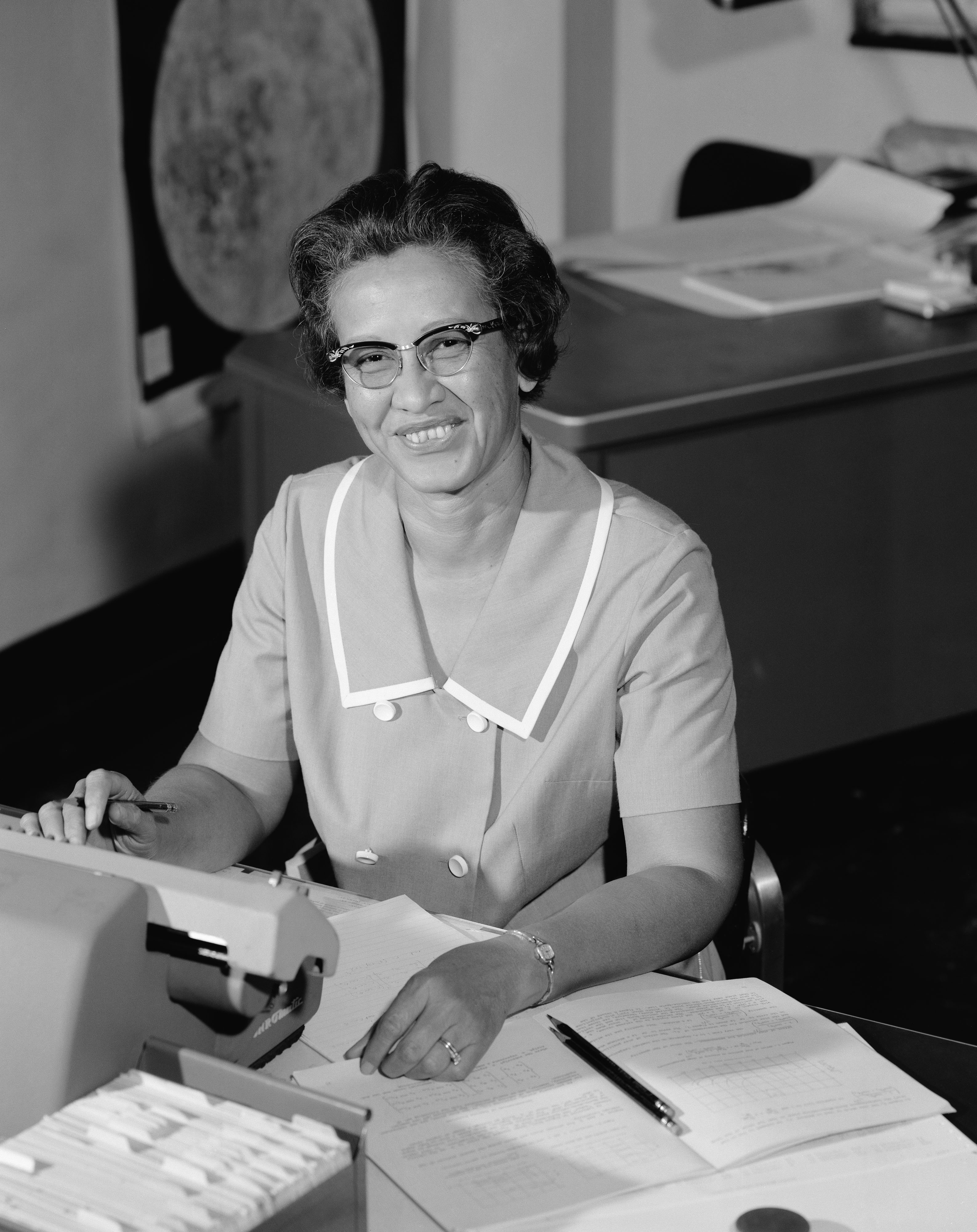
Katherine Johnson nel 1966 alla NASA.
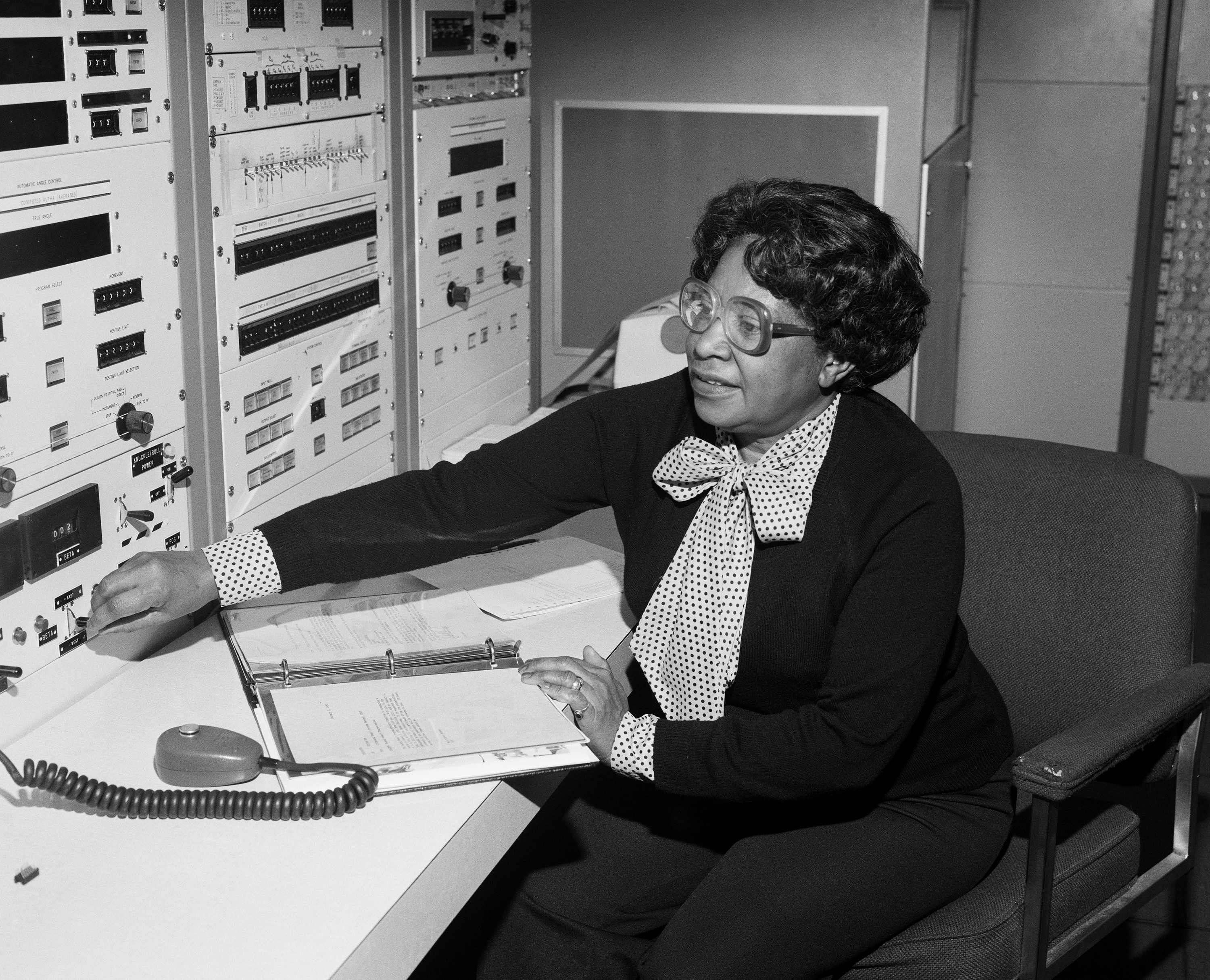
Mary Jackson al lavoro nel 1980.
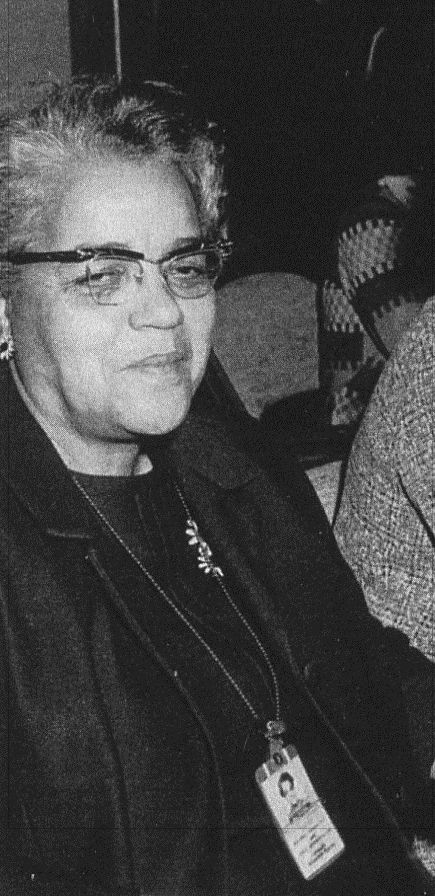
Dorothy Vaughan

Il lavoro di queste donne (essenzialmente Vaughan, Johnson e Jackson) è descritto nel film Hidden Figures del 2016, tratto dal libro Hidden Figures di Margot Lee Shetterly e pubblicato nello stesso 2016.